# Cladotanytarsus sinjongensis
Cladotanytarsus sinjongensis är en tvåvingeart som beskrevs av Ree och Kim 1988. Cladotanytarsus sinjongensis ingår i släktet Cladotanytarsus och familjen fjädermyggor. Inga underarter finns listade i Catalogue of Life.